# Кубок України з футболу серед аматорів 2003

## Перелік матчів

### Перший раунд (1/8)
| «Здоров'я» (Ужгород)       | 0:3 | «Гарай» (Жовква)     | 0:0 та 0:3                |
| «СК» (Старокостянтинів)    | 2:4 | ФК «Коростень»       | 1:0 та 1:4                |
| «Прилад-ЛДТУ» (Луцьк)      | 1:7 | ОДЕК (Оржів)         | 1:5 та 0:2                |
| «Хіммаш» (Коростень)       | 2:0 | «Ятрань» (Умань)     | 1:0 та 1:0                |
| «Дніпро» (Київ)            | 1:4 | «Єдність» (Плиски)   | 1:0 та 0:4                |
| «Шахтар» (Дзержинськ)      | 1:2 | «Інтер» (Луганськ)   | 1:0 та 0:2                |
| «Академія-ІКС» (Куйбишеве) | 1:1 | «Шахтар» (Родинське) | 1:0 та 0:1 (пенальті 4:3) |

### Чвертьфінали (1/4)
| «Гарай» (Жовква)           | 1:0 | ФК «Коростень»            | 1:0 та 0:0 |
| ОДЕК (Оржів)               | 3:0 | «Хіммаш» (Коростень)      | 2:0 та 1:0 |
| «Єдність» (Плиски)         | 1:0 | «Інтер» (Луганськ)        | 1:0 та 0:0 |
| «Академія-ІКС» (Куйбишеве) | 2:6 | «Південьсталь» (Єнакієве) | 2:3 та 0:3 |

### Півфінали (1/2)
| «Гарай» (Жовква)   | 2:2 | ОДЕК (Оржів)              | 2:1 та 0:1 |
| «Єдність» (Плиски) | 6:2 | «Південьсталь» (Єнакієве) | 3:0 та 3:2 |

### Фінал
| ОДЕК (Оржів) | 0:2 | «Єдність» (Плиски) | 0:0 та 0:2 |